# 開豊駅
開豊駅（ケプンえき）は、朝鮮民主主義人民共和国開城特別市開豊区域にある朝鮮民主主義人民共和国鉄道省平釜線の駅である。かつて平釜線の他に土海線が乗り入れていたが、廃止され今の平釜線1路線のみに至る。

## 歴史
- 1906年4月3日：京義線敷設完成[1]。
- 1908年4月1日：土城駅として正式に旅客営業開始[2][3]。
- 1952年12月：土城面とその他4つの面、青郊面の一部が開豊邑に統合され、駅名を開豊駅に変更。

## 隣の駅
朝鮮民主主義人民共和国鉄道省
平釜線
礪峴駅 - 開豊駅 - 開城駅